# Vossloh G 1700-2 BB
Die Type G 1700-2 BB der Vossloh Locomotives sind dieselhydraulische Lokomotiven mit Achsfolge B’B’ für den schweren Rangier- und Streckendienst. Sie wurden in Anlehnung an die zuletzt als „G 1700 BB“ bezeichneten G 1206 komplett neu entwickelt und ist in neun europäischen Ländern zugelassen.

## Technische Daten
Die G 1700-2 BB weisen eine Leistung von wahlweise 1500 oder 1700 kW auf und erreichen eine Geschwindigkeit von 100 km/h. Je nach Ausrüstungsvariante beträgt die Dienstmasse zwischen 80 und 90 t. Dabei erreichen die Lokomotiven bei 90 t Dienstmasse eine Anfahrzugkraft von 291 kN. Der Tankinhalt beträgt 4400 l.
Bei den Lokomotiven mit 1700-kW-Motor werden hydraulische Getriebe L620re wie bei den G 2000 BB eingebaut, da die sonst verwendeten Voith-Turbowendegetriebe für diese Leistung nicht mehr ausgelegt sind.

## Besteller
In Deutschland werden die Lokomotiven als Baureihe 277 bezeichnet. Größter Einzelbesteller in Deutschland war die Häfen und Güterverkehr Köln AG (HGK), die fünf Maschinen abgenommen hat, wovon nur noch eine Lokomotive im Bestand ist.
Bei den Schweizerischen Bundesbahnen (SBB) verkehren 73 Exemplare als Baureihe Am 843, die wegen des Linksverkehrs im Schweizer Bahnnetz ein gespiegeltes Führerhaus erhielten. Zudem gingen je drei baugleiche Lokomotiven an die BLS AG und an Sersa.

## Bestand
Neben den für die SBB Cargo, BLS und Sersa gebauten Am 843 sind 31 weitere Maschinen im Einsatz:
| Fabriknummer | Baujahr | Eigentümer                               | Nutzer                                                          | UIC-Kennzeichen           | Anmerkungen                            |
| ------------ | ------- | ---------------------------------------- | --------------------------------------------------------------- | ------------------------- | -------------------------------------- |
| 1001153      | 2002    | LTE Logistik- und Transport „2170 001-8“ | GKB (seit Nov. 2012)                                            |                           |                                        |
| 1001154      | 2003    | GKB „DH 1700.1“                          |                                                                 | 98 45 0017 001-9          |                                        |
| 1001207      | 2002    | Alpha Trains                             | Salzburger Eisenbahn Transportlogistik „V1700.04“               | 92 80 1277 003-0 D-SETG   | Mietlok                                |
| 1001208      | 2003    | Salzburger Eisenbahn Transportlogistik   | Salzburger Eisenbahn Transportlogistik „V1700.03“               | 92 80 1277 004-8 D-SETG   |                                        |
| 1001209      | 2003    | ESL GmbH Eisenbahnverkehrsunternehmen    | ESL GmbH                                                        | 92 80 1277 808-2 D-ESLNL  | Übernahme am 01.09.2023 von MKB        |
| 1001210      | 2003    | Sersa „Am 843 154-6“                     | SBB Cargo (seit Sep. 2009)                                      | 92 85 8843 154-6 CH-SERSA | ex 92 80 1277 401-6 D-DISPO            |
| 1001211      | 2003    | MWB „V 2302“                             |                                                                 | 92 80 1277 402-4 D-MWB    |                                        |
| 1001212      | 2003    | Alpha Trains                             | Salzburger Eisenbahn Transportlogistik                          | 92 80 1277 005-5 D-VPS    | Mietlok                                |
| 1001213      | 2003    | Salzburger Eisenbahn Transportlogistik   | Salzburger Eisenbahn Transportlogistik „V1700.01“               | 92 80 1277 101-2 D-SETG   |                                        |
| 1001214      | 2003    | Salzburger Eisenbahn Transportlogistik   | Salzburger Eisenbahn Transportlogistik „V1700.02“               | 92 80 1277 102-0 D-SETG   |                                        |
| 5001488      | 2004    | Sersa „Am 843 155-3“                     |                                                                 | 92 85 8843 155-3 CH-SERSA | ex 92 80 1277 403-2 D-MWB              |
| 5001489      | 2004    | BEHALA "22"                              | BEHALA, seit Januar 2020                                        | 92 80 1277 802-5 D-BHL    |                                        |
| 5001495      | 2004    | ArcelorMittal Asturias „F-6“             |                                                                 |                           |                                        |
| 5001496      | 2004    | ArcelorMittal Asturias „F-7“             |                                                                 |                           |                                        |
| 5001534      | 2004    | Vossloh Locomotives                      | NIAG „2“ (seit 2012)                                            | 92 80 1277 803-3 D-NIAG   | Mietlok                                |
| 5001535      | 2004    | Vossloh Locomotives                      | NIAG „1“ (seit 2012)                                            | 92 80 1277 804-1 D-NIAG   | Mietlok                                |
| 5001536      | 2004    | Vossloh Locomotives                      | NIAG „6“ (seit 2013)                                            | 92 80 1277 805-8 D-NIAG   | Mietlok                                |
| 5001537      | 2004    | Alpha Trains                             | Verkehrsbetriebe Peine-Salzgitter (VPS) „1703“ (seit Mrz. 2006) | 92 80 1277 011-3 D-VPS    | Eisenbahnunfall von Hordorf, Verbleib? |
| 5001559      | 2004    | Alpha Trains                             | VPS „1704“ (seit Mrz. 2006)                                     |                           | Eisenbahnunfall von Hordorf, Verbleib? |
| 5001591      | 2005    | Kosovo Railways „009“                    |                                                                 |                           |                                        |
| 5001592      | 2005    | MRCE Dispolok                            | Sersa                                                           | 92 80 1277 015-4 D-DISPO  | Mietlok                                |
| 5001593      | 2006    | MWB „V 2304“                             |                                                                 | 92 80 1277 404-0 D-MWB    |                                        |
| 5001594      | 2006    | Emsländische Eisenbahn „Emsland V“       |                                                                 | 92 80 1277 806-6 D-EEB    |                                        |
| 5001679      | 2007    | BLP Wiebe Logistik „12“                  |                                                                 | 92 80 1277 018-8 D-BLP    |                                        |
| 5001680      | 2008    | Kreisbahn Siegen-Wittgenstein „46“       |                                                                 | 92 80 1277 807-4 D-KSW    |                                        |
| 5001712      | 2006    | ArcelorMittal Asturias „F-8“             |                                                                 |                           |                                        |
| 5001713      | 2008    | LDS GmbH                                 | Seehafen Kiel GmbH & Co. KG                                     | 92 80 1277 030-3 D-LDS    |                                        |
| 5001714      | 2008    | BEHALA „20“                              | BEHALA                                                          | 92 80 1277 406-5 D-BHL    |                                        |
| 5001721      | 2007    | MWB „V 2305“                             |                                                                 | 92 80 1277 405-7 D-MWB    |                                        |
| 5001723      | 2006    | ArcelorMittal Asturias „F-9“             |                                                                 |                           |                                        |
| 5001870      | 2011    | Schweerbau                               |                                                                 | 92 80 1277 031-1 D-LDS    | eingestellt bei LDS                    |

## Bilder

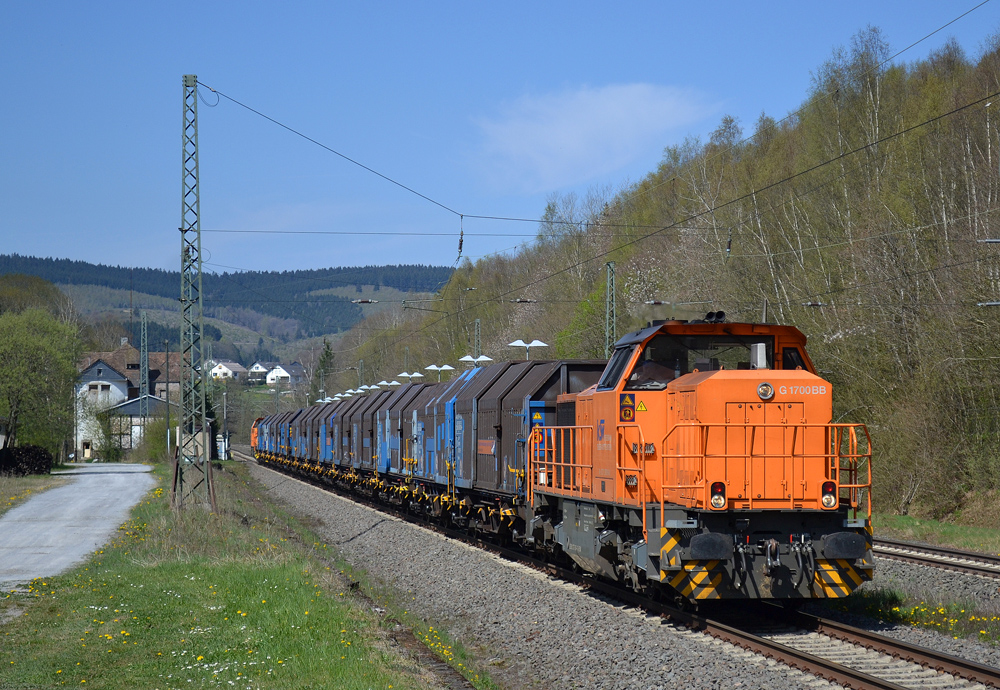
277 807-4 (KSW 46) der Kreisbahn Siegen-Wittgenstein mit einem Güterzug auf der Dillstrecke bei Dillbrecht.
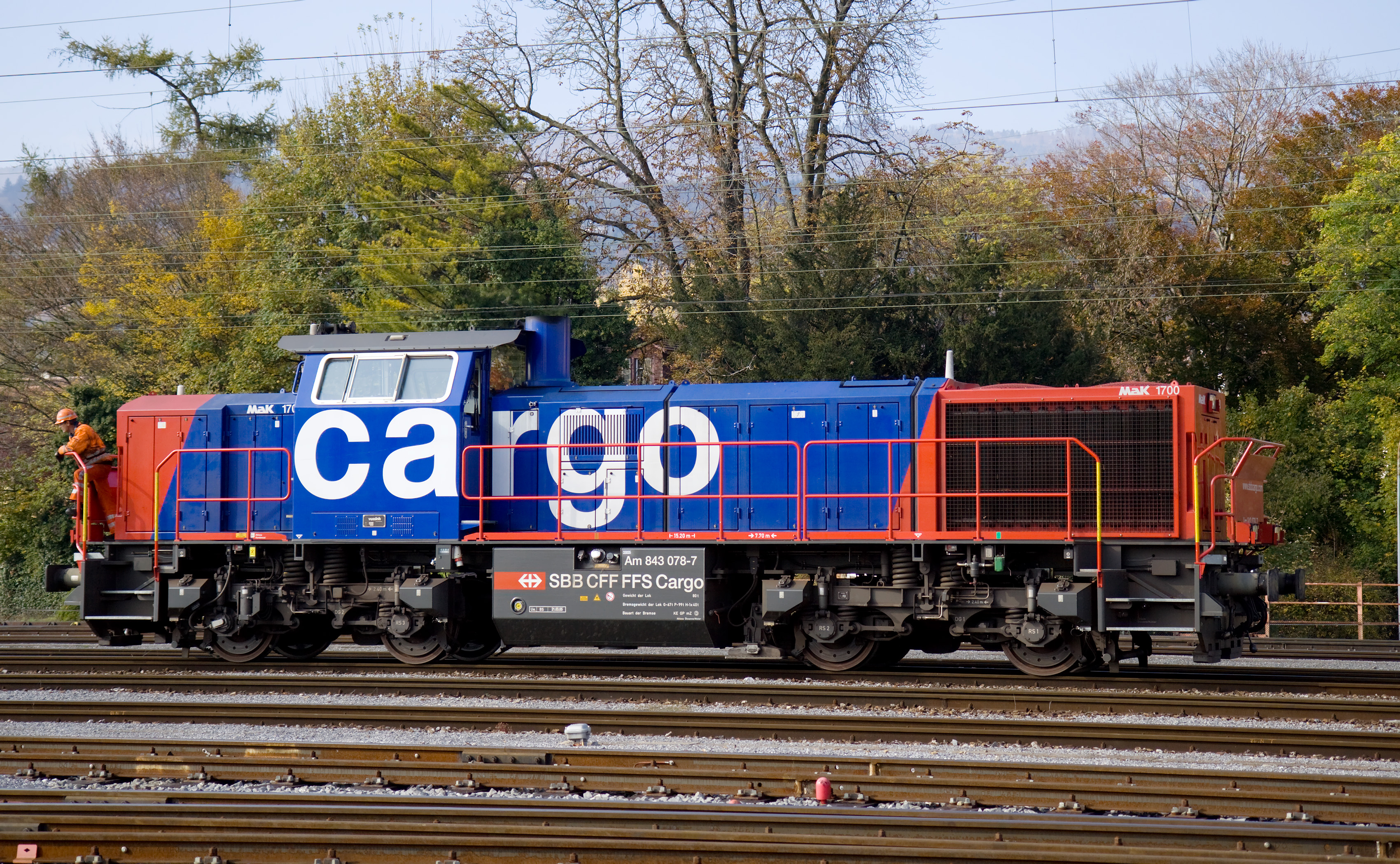
Am 843 der SBB in Biel der Division Infrastruktur (SBB Cargo)
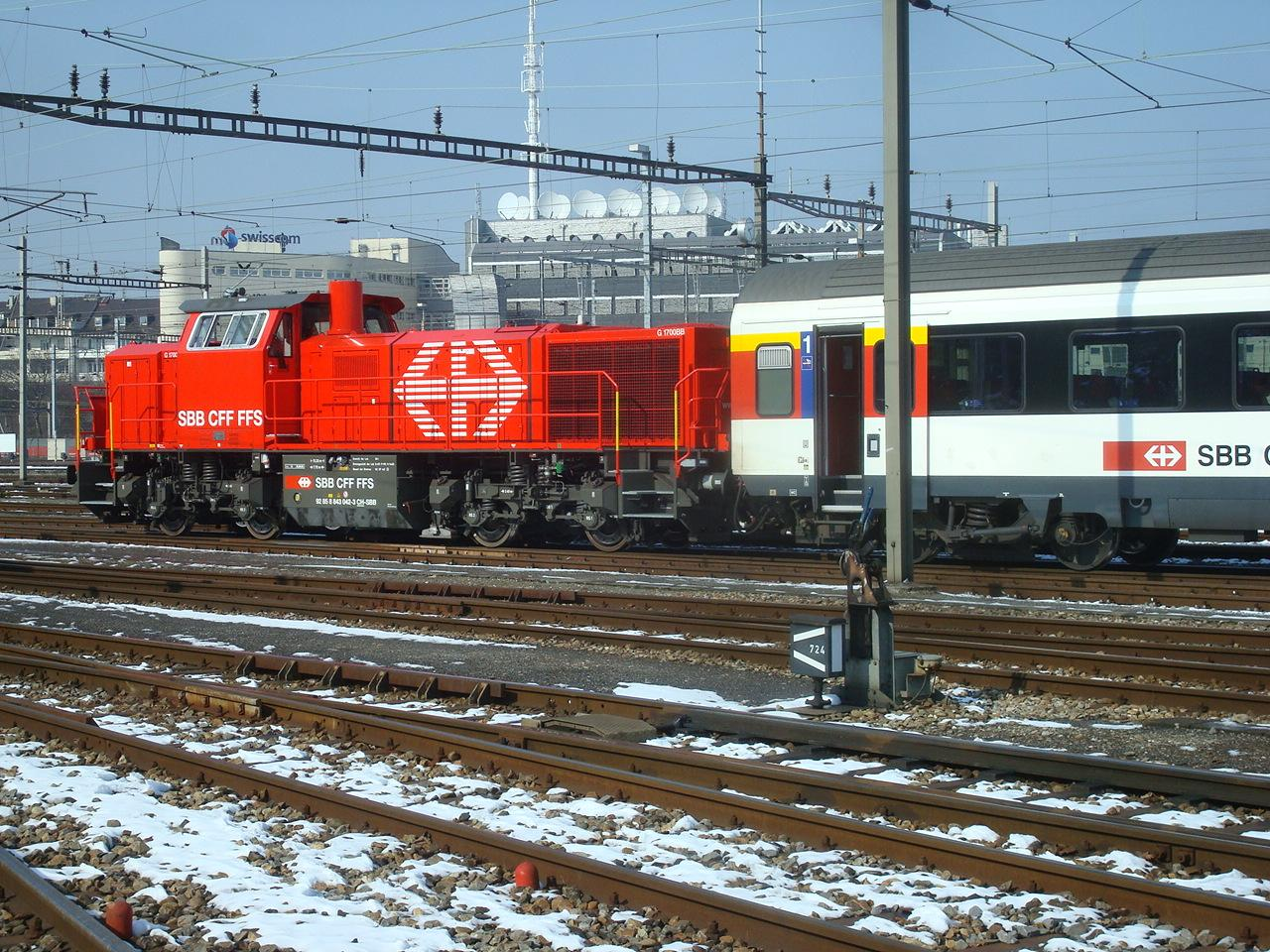
Am 843 der SBB in Basel der Division Personenverkehr
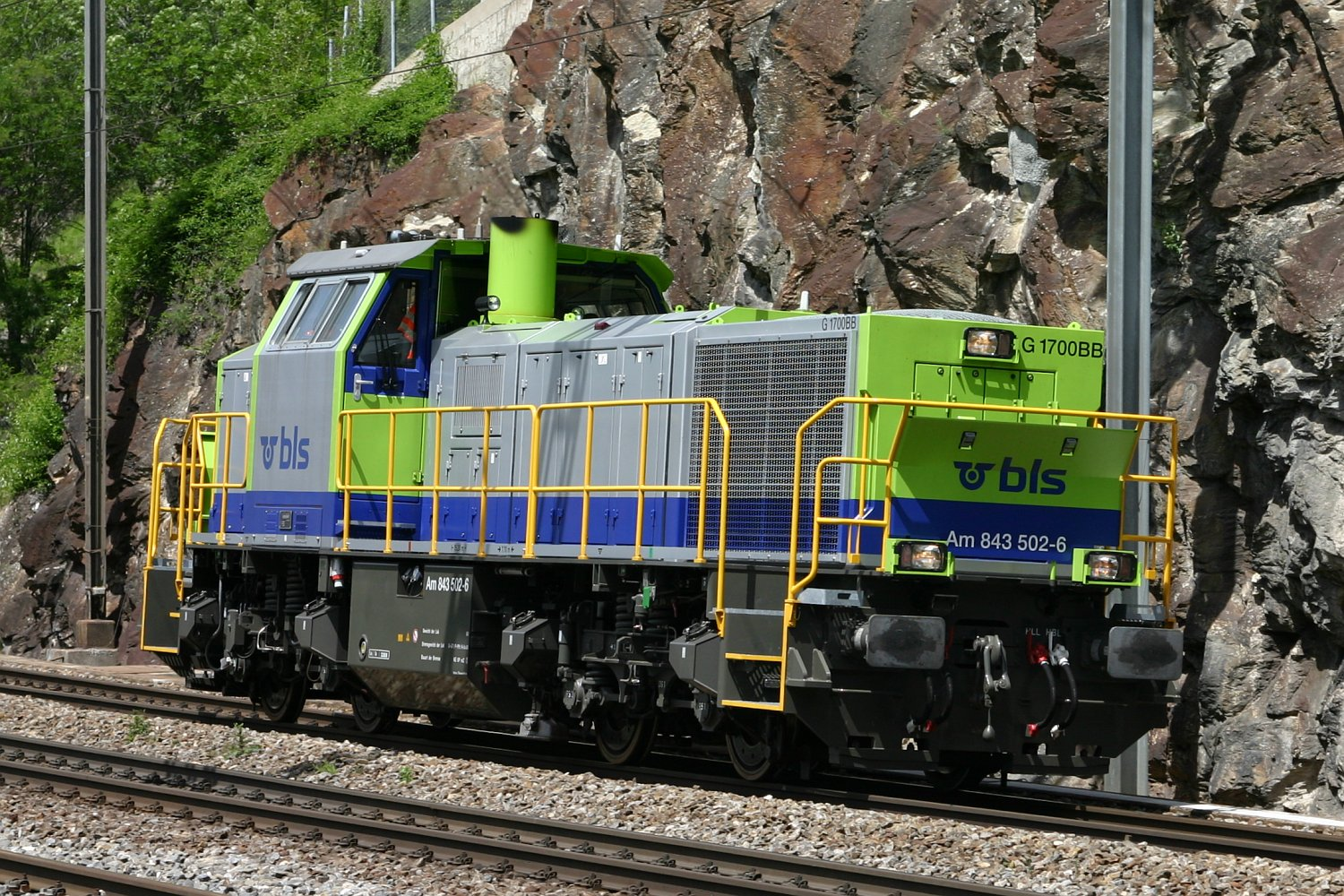
Am 843 der BLS in Lalden
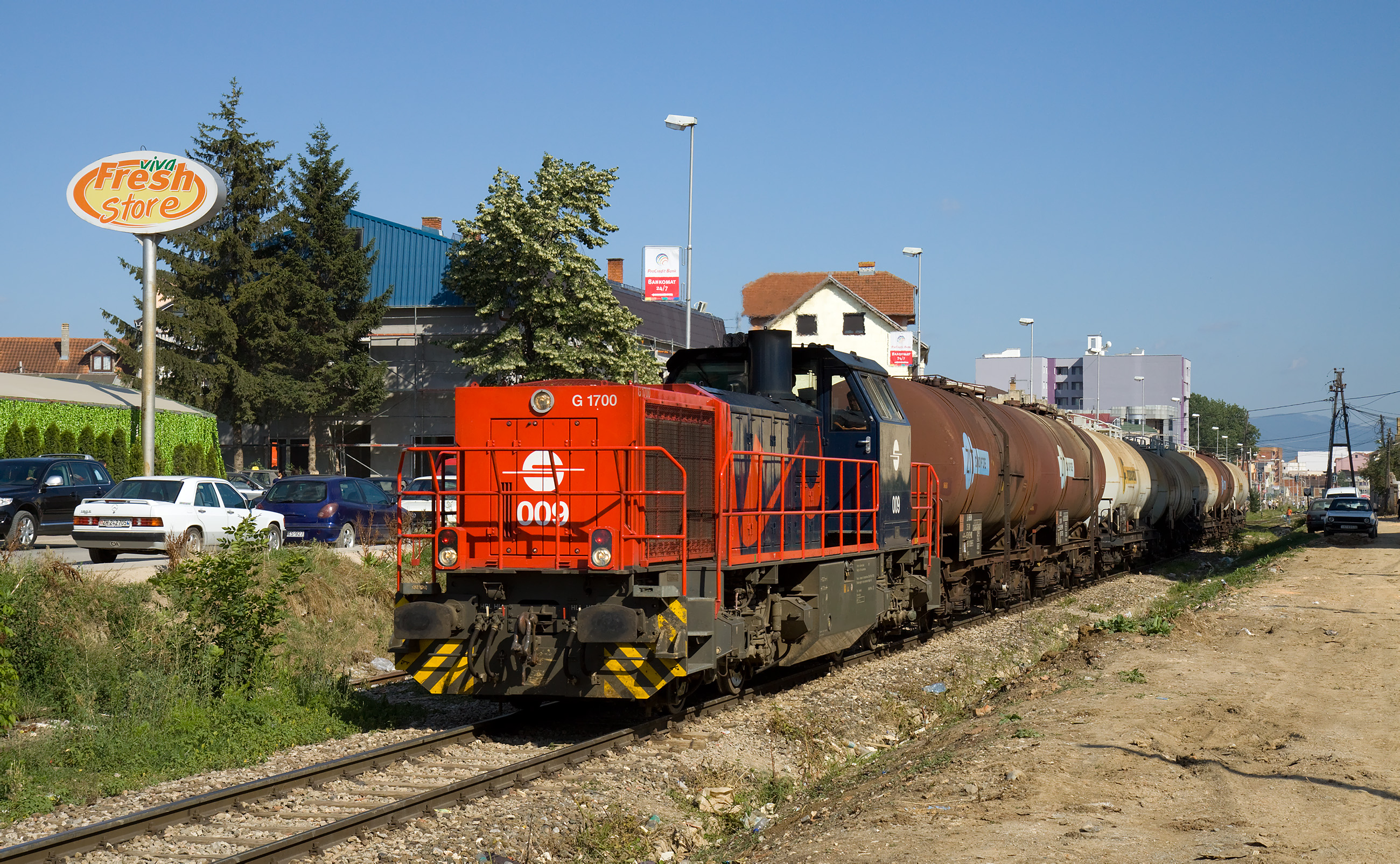
Lok 009 der Kosovo Railways
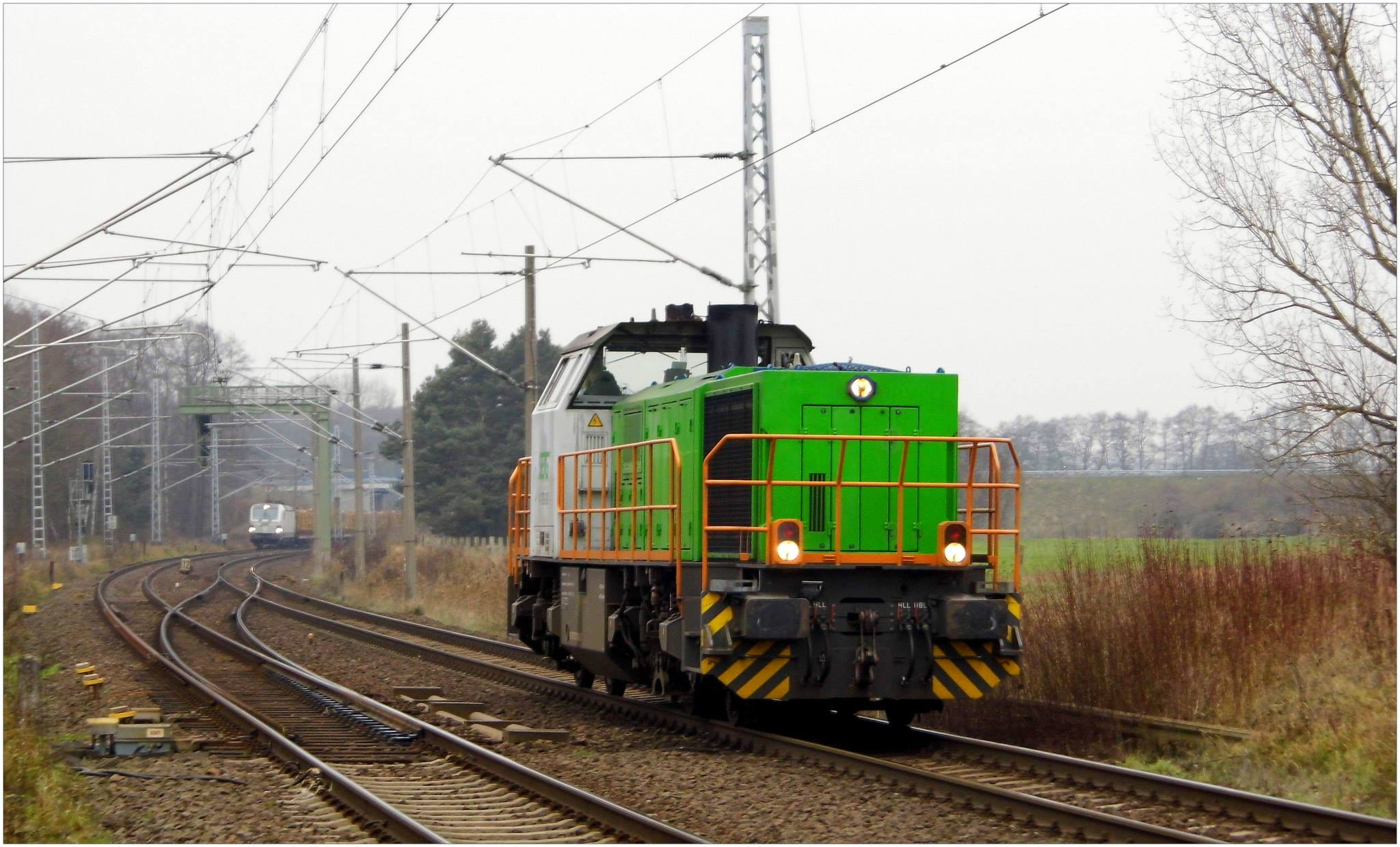
G1700-01 der SETG in Borstel